# SV Viktoria Stralsund
SV Viktoria Stralsund (celým názvem: Sportverein Viktoria Stralsund) byl německý fotbalový klub, který sídlil v pomořanském městě Stralsund. Založen byl v roce 1924, zanikl v roce 1934. V průběhu své existence býval účastníkem Baltského a Braniborského fotbalového mistrovství. Klubové barvy byly černá a bílá.
Své domácí zápasy odehrával na stadionu Schleusenbrücke.

## Historické názvy
Zdroj: 
- 1924 – SV Viktoria Stralsund (Sportverein Viktoria Stralsund)
- 1934 – zánik

## Umístění v jednotlivých sezonách
Stručný přehled
Zdroj: 
- 1933–1934: Gauliga Pommern West

Jednotlivé ročníky
Zdroj: 
Legenda: Z - zápasy, V - výhry, R - remízy, P - porážky, VG - vstřelené góly, OG - obdržené góly, +/- - rozdíl skóre, B - body, červené podbarvení - sestup, zelené podbarvení - postup, fialové podbarvení - reorganizace, změna skupiny či soutěže
| Velkoněmecká říše (1933 – 1934) |                      |        |    |   |   |    |    |    |     |   |        |
| Sezóny                          | Liga                 | Úroveň | Z  | V | R | P  | VG | OG | +/- | B | Pozice |
| 1933/34                         | Gauliga Pommern West | 1      | 12 | 1 | 0 | 11 | 11 | 34 | -23 | 2 | 7.     |